# Peter Anthony Libasci

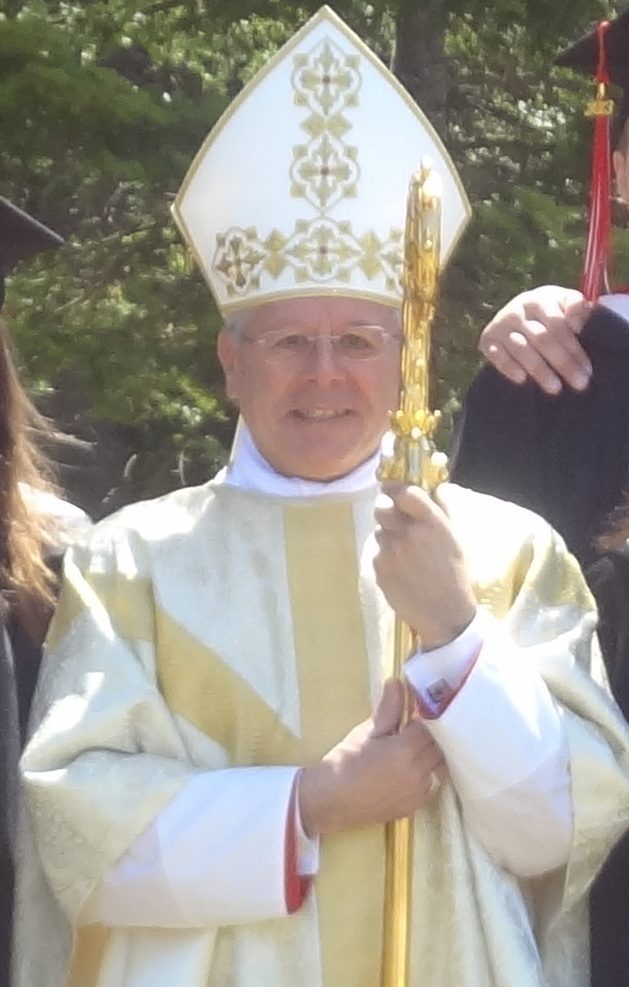
Peter Anthony Libasci

Wappen von Peter Anthony Libasci

Peter Anthony Libasci (* 9. November 1951 in Jackson Heights, Queens, New York) ist ein US-amerikanischer Geistlicher und römisch-katholischer Bischof von Manchester.

## Leben
Der Bischof von Rockville Centre, John Raymond McGann, weihte ihn am 1. April 1978 zum Priester. 
Papst Benedikt XVI. ernannte ihn am 3. April 2007 zum Weihbischof in Rockville Centre und Titularbischof von Satafis. Der Bischof von Rockville Centre, William Francis Murphy, spendete ihm am 1. Juni desselben Jahres die Bischofsweihe; Mitkonsekratoren waren Emil Aloysius Wcela, emeritierter Weihbischof in Rockville Centre, und die Weihbischöfe in Rockville Centre John Charles Dunne und Paul Henry Walsh. Als Wahlspruch wählte er Arise and walk („Stehe auf und gehe“).
Am 19. September 2011 wurde er zum Bischof von Manchester ernannt und am 8. Dezember desselben Jahres in das Amt eingeführt.